# 시마즈 요시히로
시마즈 요시히로(일본어: 島津 義弘, 덴분 4년 음력 7월 23일(1535년 8월 21일) ~ 겐나 5년 음력 7월 21일(1619년 8월 30일))는 센고쿠 시대에 태어나 에도 시대 초창기까지 활약한 무장, 다이묘이다. 임진왜란 당시 일본군 제4번대 소속으로 조선 반도에도 건너왔으며, 이순신이 전사한 노량해전의 일본측 지휘관으로 남원성 점령 당시 심당길 등 조선의 도공 80명을 일본에 강제 연행했던 일 등으로 한국에서도 악명이 높다.
그의 집안은 약 200여 년 조상 대대로 사쓰마 지방의 슈고 다이묘였으며, 시마즈씨의 17대 당주(堂主)이자, 에도 시대 사쓰마번 초대 번주 시마즈 이에히사(:통칭 다다쓰네, 일본어: 島津家久)의 아버지이다.

## 생애

### 성장기
덴분 4년 음력 7월 23일(1535년 8월 21일), 시마즈 다카히사(일본어: 島津貴久)의 차남으로 태어났다. 성인식 때 부여된 이름은 다다히라(忠平)였지만, 후일 정이대장군직에 오른 아시카가 요시아키의 이름 중 한 글자를 하사받아 요시타카(일본어: 義珍)로 바꿨다.
덴분 23년(1554년), 아버지 다카히사, 형 요시히사와 함께 오스미 지방의 이와쓰루기(일본어: 岩劍) 공략전에 처녀 출전했다.
고지 3년(1557년), 오스미 지방의 호족 가모씨(蒲生氏) 토벌전에서 처음 적의 수급을 베고 서전을 승리로 장식했다. 자신 역시 화살 5발을 맞는 중상을 입은 끝에 거둔 승리였다.
에이로쿠 3년 (1560년) 음력 3월 19일, 휴가 지방의 슈고 다이묘인 이토 요시스케(일본어: 伊東義祐)의 침입으로, 오비성(일본어: 飫肥城)의 친척 시마즈 다다치카(일본어: 島津忠親)가 위기에 처했는데 종가 회의 전체의 결정으로 요시히로의 입양이 결정되었다. 그에게 할당된 얼마간의 병력과 함께 오비성에서 농성했다.
에이로쿠 5년(1562년), 버티길 1년여, 이번엔 사마즈 본가가 오스미 지방의 다이묘 기모쓰키(일본어: 肝付) 일족의 공격을 받게 되자 본가로 돌아가야 했는데, 오비성이 얼마 더 버티지 못하고 함락되면서 입양됐던 일도 흐지부지됐다.
에이로쿠 6년(1563년), 오스미 북부의 기타하라(北原)가 휴가의 다이묘 이토 요시스케에게 점령되자 곧 요시히로가 다시 탈환했으며, 그 때부터 기타하라씨의 이이노성(일본어: 飯野城)을 자신의 근거지로 삼았다.
에이로쿠 9년(1566년), 이토 요시스케가 이노성을 재탈환할 목적으로 미쓰야마산에 교두보를 건설중이라는 첩보를 입수하고, 급히 큰형 요시히사, 동생 도시히사(歳久)(일본어: 歳久)와 함께 완공 직전에 함락시켰다. 그런데 때마침 이토의 원군이 도착하면서 재편성을 마친 이토의 부대에 의해 성안으로 쫓겨들어가 고립됐다. 미처 미완공된 성벽은 방어력이 없어 절망적인 전투를 강요당해야 했고, 자신의 목숨마저 위험한 지경에서 겨우 퇴로를 뚫고 삼형제 모두 사지를 빠져나왔다. 이후 삼형제중 한명이 고니시와 연애를 한다.

### 세력확대
에이로쿠 9년(1566년), 하쿠유(伯囿)로 이름을 바꾸고 수도승이 되어 은거한 아버지 다카히사의 뒤를 이어 큰형 요시히사가 16대 당주 자리에 올랐다. 지략이 뛰어나기로 규슈에서 유명했던 형을 보좌해 본격적으로 시작된 시마즈씨의 세력 확대에 절대적인 공헌을 시작했다.
겐키 3년(1572년), 기사키하라의 전투에서 숙적 이토 요시스케의 3천의 대군을 300명에 불과한 병사로 요격했다. 이 전투는 후일 규슈의 오케하자마 전투로 불린다.
덴쇼 5년(1577년), 이토 요시스케를 휴우가 지방에서 몰아내고 규슈 남부를 제패했다. 이토씨 북규슈의 오토모씨에게 귀순한다.
덴쇼 6년(1578년)에는 미미카와(耳川) 전투를 진두 지휘, 분고 방면에서 쳐들어온 규슈 북부의 패자(覇者) 오토모 소린을 격퇴했다.
덴쇼 9년(1581년)에는 히고 지방의 슈고 다이묘 사가라씨(相良氏) 일족이 시마즈 씨에게 귀순했고, 공석이 된 히고 슈고직에 그가 임명됐다. 원래 거점이었던 이노 성에서 사가라 일족의 근거지였던 야시로성(八代城)으로 옮겨 아소씨(阿蘇氏) 등 규슈 중부의 반 시마즈 세력들을 정리하고, 분고 지방으로 쳐들어가 규슈 북부 오오토모 일족의 영토를 하나하나 점령해 들어갔다. 그는 다이묘였던 형을 대신하여 사쓰마 군의 총대장으로서 직접 진두에서 승전을 거듭했다.
덴쇼 15년(1587년) 음력 4월 17일, 파죽지세로 규슈 통일을 목전에 두게 된 시점에, 도요토미 히데요시(일본어: 豊臣秀吉)가 보낸 10만 연합 규슈 원군과 네시로자카(일본어: 根白坂) 언덕에서 맞닥뜨렸다. 이때 요시히로는 총대장이었음에도 불구하고, 직접 칼을 뽑아들고 뛰어들어야 했을 정도로 전황은 어려웠고, 분전을 거듭했으나 상식적으로도 일개 사쓰마 지방의 병력으로는 일본을 거의 통일한 도요토미 연합군과 애당초 상대가 될 수 없었다.
이윽고 음력 5월 8일에 형 요시히사가 먼저 항복했다. 요시히로의 시마즈군 본대는 수 만 병력에 포위돼 이 사실조차 몰랐고, 마지막 결전만을 앞둔 상태에서 5월 22일에 형이 직접 항복을 설득하러 오자, 장남 히사야스(久保)를 인질로 보낸 후 히데요시에게 항복했다. 히데요시는 원래 시마즈씨의 영지였던 사쓰마, 오스미 지방에 휴가(日向) 지방까지는 시마즈 씨의 영지로 인정해줬다. 도요토미 치하에서도 시마즈 씨는 규슈 남부 전체를 수중에 넣게 됐다.
패전의 결과, 형 요시히사가 모든 책임을 지고 출가했다. 스님이 된 형의 후임으로 요시히로가 뒤를 이어 17대 당주 자리에 올랐다. 그러나 이는 표면적일 뿐으로 형이 시마즈씨 집안의 정치 군사적 실권을 계속 쥐고 있어 정식적인 다이묘 이임식조차 없었다고 한다. 일각에선 다이묘 직 이임이 히데요시와 그의 측근들의 기획으로서 형제가 권력다툼으로 서로 싸우게 되면 영지를 바로 몰수할 심산이었다는 견해가 있다.
덴쇼 16년(1588년), 관백에 오른 히데요시가 요시히사, 요시히로 형제를 교토로 불러올렸다. 같이 상경(上京)한 형제는 고요제이 천황에 이어 히데요시를 배알했고, 이 때 요시히로는 원래 히데요시의 성씨인 하시바씨와 일본 유수의 귀족 성씨인 도요토미씨를 하사받은 반면, 형에겐 하시바 글자만 하사됐다. 히데요시의 시마즈 분열책은 그 이후로도 계속됐지만, 시마즈 형제는 평생 결속을 풀지 않았다.

### 임진왜란 이후
이후 요시히로는 도요토미 정권에 대해 협력적인 자세로 전향해 분로쿠 원년(1592년)부터 게이초 3년(1598년)까지 조선반도에서 벌어진 원정을 수행했다. 임진왜란 준비 단계에 히데요시에게 1만여 장병의 차출을 명 받았으나, 사쓰마 번의 내부 모순 등으로 인한 농민 봉기로 1만명을 채 동원하지 못하고 기일을 한참 넘겼다. 이 탓에 4번대 총대장 모리 가쓰노부(毛利勝信) 밑으로 배속돼 길이 험한 강원도로 진군해야 했고, 설상가상으로 이듬해인 분로쿠 2년(1593년) 음력 9월에는 후계자 히사야스(久保)를 조선에서 풍토병으로 잃었다.
게이초 2년(1597년), 정유재란이 시작될 무렵에 1천여 척의 일본 전선들이 총집결, 연합 함대가 조직됐는데 시마즈 군은 도도 다카토라(藤堂高虎)의 수군에 배속돼 칠천량 해전을 치렀다. 조선 함대는 거제도 앞바다에 모두 수장됐고, 삼도수군통제사 원균(元均)이 전사했다. 음력 8월에는 남원성 전투를 지휘했으며, 휘하 장수들과 함께 일본군 수뇌부들이 모인 전주 회의에 참석한 후 충청남도 부여까지 일단 북상했다가 전라북도 정읍을 경유, 전라남도 해남까지 남하했다. 그 후 음력 10월 말에는 경상남도 사천 방어에 투입돼 성까지 지었으며 현재 선진리성이란 이름으로 터가 남아있다.
게이초 3년(1598년) 봄, 사천성 전투에서 불과 7천명으로 조명연합군 4만명을 격파했다. 음력 8월 18일, 히데요시의 사망에도 불구하고, 병사들의 사기와 명나라와의 강화 교섭을 위해 그의 죽음을 숨겼으나, 얼마 지나지 않아 전군에 본국 후퇴령이 하달됐다. 음력 12월, 순천왜성에 고립된 고니시 유키나가(일본어: 小西行長)를 구출하기 위해 5백 척의 함대가 출동했으나, 훗날 노량 해전이라 불리는 이 전투에서 조·명 연합 함대와 야간 해전을 벌였고 갑문포로 유인당해 포위 공격을 당한 끝에 겨우 50여 척 만이 도주했을 정도로 처참한 패전을 겪었다. 이때 조선 수군의 통제사 이순신과 명군의 부장 등자룡 등이 전사했다. 시마즈 요시히로는 사천성 전투에서 "위세를 떨치고 군사를 거두어 돌려오는 것을 용이하게" 한 공으로 가장 으뜸되는 공훈을 인정받아 봉읍 4만석을 하사받았다.
게이초 5년(1600년), 귀국한지 2년이 채 안된 시점에서 히데요시의 후계자리를 놓고 세키가하라 전투가 발발하자, 도쿠가와 이에야스(德川家康)에 대항해 이시다 미쓰나리(石田三成)와 모리 데루모토(毛利輝元)의 서군에 가담했다. 그러나 이시다 미쓰나리는 고작 1천 5백명의 병력이었던 사쓰마 군에 대해, 명색이 다이묘가 병력이 1만도 안되냐며 마구 꾸짖고 공개적으로 망신을 줬다고 한다. 이후로도 계속 둘은 이견을 보이며 충돌을 거듭한 모양으로, 한 번은 요시히로가 미쓰나리에게 직접 기습작전을 건의했으나 고작 그 병력으로 말이 많다는 면박을 당한 일도 있었다. 전세는 결국 고바야카와 히데아키, 와키자카 야스하루 등의 잇다른 배신으로 승기는 도쿠가와 이에야스의 동군쪽으로 기울었고, 시마즈 요시히로는 전황 파악 후 적진을 정면으로 돌파 철수했다. 세키가하라 전투에서 1,500명의 병사 중 300여명만이 살아남는 비극 속에, 그나마도 집요한 동군의 공격을 받아 사쓰마로 최종 탈출한 인원은 80여 명에 불과했다고 한다.
도쿠가와 측의 승리로 에도 막부가 자리잡자, 시마즈 요시히로의 사쓰마 번은 이이 나오마사, 후쿠시마 마사노리를 통해 도쿠가와 이에야스와의 화해를 도모하는 한편, 동남아시아와의 교역을 바탕으로 군비를 증강한다. 그러자 이에야스는 가토 기요마사, 나베시마 나오시게를 주축으로 한 사쓰마 토벌군을 보내지만 번번이 패하였고, 장기전으로 막 출범한 막부 위신의 손상을 우려한 이에야스는 정벌 중단 명령을 하달했다.
게이초 7년(1602년), 결국 쇼군 이에야스에게 아들 다다쓰네를 인질로 보내는 조건하에 영지를 보존받을 수 있었고, 그의 집안은 유력 도자마 다이묘로서 에도 시대에도 존속하게 됐다. 겐나 5년 음력 7월 21일(1619년 8월 30일), 요시히로는 오스미 가지키에서 숨을 거뒀다. 향년 85세.
다이쇼 7년(1918년) 8월 23일, 다이쇼 천황의 특지로 시마즈 요시히로에게 관위 정3위가 추증되었다.

## 인물 및 일화
- 조선왕조가 역대 유명인물의 하마평을 정리한 국조인물고(國造人物庫) 중 이순신(李舜臣)편을 보면 시마즈 요시히로를 심안돈오(沈安頓吾)라고 적고 있다[18]. 이것은 일본 풍습에 사무라이나 귀족의 성씨(氏)[19][20] 옆에, 존칭에 해당하는 토노(展)를 붙이는데 항왜(降倭)들의 보고나 왜군과의 교섭과정에서 시마즈 요시히로가 존칭으로 불린 것을 본명으로 착각, 심안돈오(沈安頓吾)라고 표기한 듯하다.

- 명나라의 허의후에게서 배운 의술 뿐 아니라 다도(茶道)와 학문에도 뛰어난 재능을 가진 문화인이었고, 가신을 소중히 여겨 아랫사람이라고 하대하지 않고 때로는 병졸과 함께 불을 쬐기도 했다. 당시 조선에 주둔하던 일본군은 겨울철이면 대부분의 병사들이 얼어죽었는데, 시마즈군에서는 한 명도 나오지 않았으며, 사후에 순사를 금지시켰음에도 불구하고, 13명의 가신이 그를 위해 순사하였다고 한다.

- 집에 새로 아이가 태어난 가신이 있으면, 아이가 생후 한 달 남짓 되었을 때 부모와 함께 저택으로 불러서 아이를 자신의 무릎에 앉히고 "아이는 보물이다"라며 그 탄생을 축하하기도 했다. 또 원복한 사람의 첫 알현 자리에서 그 사람의 아버지가 공훈이 있는 사람이면 "아버지를 닮아 아버지만큼의 활약을 보여주겠지?", 공훈이 없는 사람에게도 "자네 아버지는 운이 안 좋아 공훈을 세우지 못했지만, 자네는 아버지보다 우수해 보이니 공훈을 세울 수 있을 게야."라고 한 사람 한 사람에게 말을 걸어 격려하였다.

- 《간양록》에서는 시마즈 요시히로의 무용이 다른 무장들 못지 않으며, 당시 사람들이 "요시히로가 제 실력을 발휘한다면 일본 하나 집어 삼키는 것 정도는 문제도 아니다"라고 평가하였다고 적고 있다. 또한 게이초 4년(1599년)에 시마즈 집안의 영지 8만 석의 가신 이쥬인(伊集院) 집안이 일으킨 쇼나이의 난에서 반란군이 장악한 12성 가운데 겨우 3성만을 함락시킬 정도로 고전하는 와중에도 원병을 보내주겠다는 가토 기요마사 등의 제안에 "내 부하가 반기를 들었으니 마땅히 내 손으로 없애야지, 어찌 남의 구원병을 번거롭게 해서야 되겠는가?"라고 응답했다고 한다.

- 전쟁에서의 모습과는 달리 굉장한 애처가로 가정적이고 인정미가 넘치는 성격이었으며, 조선에 주둔하는 와중에 아내에게 보낸 편지에서 "3년이나 조선의 진중에서 고생한 것도 시마즈의 집이나 아이들을 위해서였소. 하지만 만약 내가 죽으면 아이들은 어떻게 될지, 생각하면 눈물이 멈추지 않소. 당신에게는 많은 아이가 있으니까, 내가 죽더라도 아이들을 위해서도 강하게 살아주기 바라오. 그렇게 해주는 것이 불경 1만 부를 읊어 주는 것보다 더 기쁜 일이요." 라고 적고 있었다.

- 숙적 이토 요시스케(일본어: 伊東義祐)와의 기자키하라(木崎原) 전투에서 그의 애마가 앞발의 무릎을 번쩍 들어 적의 공격을 튕겨내(원문:일본어: 躱す) 요시히로의 생명을 구한 일이 있는데, 이후 요시히로는 이 말을 히자쓰키쿠리게(일본어: 膝突栗毛: 무릎찌르기밤색말이란 뜻)라 명명하고, 자신의 목숨을 건 중요한 일전에만 타고 다녔다 한다[21].

## 참고 문헌
- '시마즈 중흥기'『島津中興記』（세이쵸샤(青潮社), 1979년 8月 초판발행）
- '시마즈 요시히로에 관한 모든 것'『島津義弘のすべて』 미키 야스시(三木靖)作 (신진부쓰오라이샤(新人物往来社)、1986년 7月 초판발행)
- '전국큐슈군기'『戦国九州軍記』（가쿠겐 홀딩스(学研ホールディングス), 역사군상 시리즈 제12권、1989년 6月 초판발행)
- '큐슈전국의 무장들'『九州戦国の武将たち』 요시나가 마사하루(吉永正春)作（우미노토리샤(海鳥社)、2000년 11月 초판발행)
- '열백 시마즈전기'『裂帛 島津戦記』（가쿠겐 홀딩스(学研ホールディングス), 역사군상 시리즈 제6권、2001년 8月 版)）
- '시마즈 요시히로의 도박'『島津義弘の賭け』야마모토 히로부미(山本博文)（츄오코-론신샤(中央公論新社) 츄코우분코(中公文庫)、2001년 10月 초판발행
- '전국무장 시마즈 요시히로'『戦国武将 島津義弘』（카고시마 아이라쵸(姶良町) 역사민속자료관(歴史民俗資料館) 펴냄、2006년 10月 발행）